# Saint-Martin-d'Arcé
Pour les articles homonymes, voir Saint-Martin.
Saint-Martin-d'Arcé est une ancienne commune française, située dans le département de Maine-et-Loire en région Pays de la Loire. Son territoire est essentiellement rural.
Le 1er janvier 2013, les communes de Baugé, Montpollin, Pontigné, Saint-Martin-d'Arcé et Le Vieil-Baugé se sont regroupées pour former la commune nouvelle dénommée Baugé-en-Anjou dont Saint-Martin-d'Arcé constitue une commune déléguée.
Cette commune rurale se situe dans le Baugeois, au nord-est de la ville de Baugé.

## Géographie

### Localisation
Ce village angevin de l'Ouest de la France se trouve dans le pays Baugeois, au nord de Baugé, en retrait de la route D195 qui va de Vaulandry à Baugé.
Le Baugeois est la partie nord-est du département de Maine-et-Loire. Il est délimité au sud par la vallée de l'Authion et celle de la Loire, et à l'ouest par la vallée de la Sarthe.

### Territoire
Saint-Martin-d'Arcé se situe sur des hauts coteaux découpés par des vallées profondes. Son altitude varie de 52 à 95 mètres, pour une altitude moyenne de 74 mètres. Sa superficie est de plus de 13 km2 (1 318 hectares).
Elle se trouve sur l'unité paysagère du Plateau du Baugeois. Le relief du Baugeois est principalement constitué d'un plateau, aux terrains sablonneux, siliceux ou calcaires, caractérisés par de larges affleurements sédimentaires, crétacés, sables et calcaires aux teintes claires.
La géologie de son territoire se compose de grès tertiaire et de calcaire.
La commune comporte des zones naturelles d'intérêt écologique, floristique et faunistique (ZNIEFF), pour la zone du bois et vallée du Couasnon entre Baugé et Pontigné, et celle du ruisseau Le Verdun.

### Hydrographie
On trouve sur la commune la rivière Altrée. Cours d'eau d'une longueur d'environ 5 km, elle prend sa source à partir de deux bras situés l'un en amont de Saint-Martin-d'Arcé et l'autre en amont du château de Grésillon, pour s'écouler ensuite vers Baugé, et y finir sa course dans la rivière du Couasnon.

### Climat
Le climat angevin est tempéré, de type océanique. Il est particulièrement doux, compte tenu de sa situation entre les influences océaniques et continentales. Généralement les hivers sont pluvieux, les gelés rares et les étés ensoleillés. Le climat du Baugeois est plus continental : plus sec et chaud l'été.

### Aux alentours
Les communes les plus proches sont Baugé (2 km), Montpollin (3 km), Pontigné (3 km), Le Vieil-Baugé (4 km), Vaulandry (5 km), Bocé (6 km), Échemiré (6 km), Clefs (7 km), Le Guédeniau (7 km) et Lasse (8 km).

## Urbanisme
Morphologie urbaine : le village s'inscrit dans un territoire essentiellement rural.

## Toponymie
Formes anciennes du nom : Ecclesia Sancti Martini de Arethio ou Parrochia de Arresci en 1095, Ecclesia de Arreceio en 1096, G. de Noeriaco en 1133, Capella de Aretio en 1150, St Martin d'Arrece en 1283, St Martin de la Noueraye près Baugé en 1442, Sanctus Martinus de Arceyo en 1501, St Martin de la Noiraye près Baugé en 1540, St-Martin-d'Arcé ou de Narcé en 1788, Saint Martin en 1793 puis Saint-Martin-d'Arcé en 1801.
L'origine du nom « Arcé » viendrait du vieux français « arséis », qui signifie « terre brûlée par le défrichement ».
Nom des habitants : Les Arcéens,.

## Histoire

### Préhistoire
Présence de vestiges d'une occupation préhistorique : dix haches en pierre polie, un menhir (Pierrefrite).

### Moyen Âge
Il apparaît une église dès le milieu du XIe siècle, appartenant au seigneur de Doussé.

### Ancien  Régime
Au XVe siècle le roi René, qui aime venir chasser dans les forêts de la région, fait reconstruire le château de Baugé.
Sous l'Ancien Régime, la localité dépend de la sénéchaussée angevine de Baugé.

### Époque contemporaine
À la réorganisation administrative qui suivit la Révolution, en 1790 Saint-Martin-d'Arcé est rattachée au canton de Baugé et au district de Baugé, puis en 1800 à l'arrondissement de Baugé, et à sa disparition en 1926, à l'arrondissement de Saumur.

### Commune nouvelle de Baugé-en-Anjou
En juin 2011, cinq communes du Baugeois lancent un projet de fusion : Baugé, Montpollin, Pontigné, Saint-Martin-d'Arcé et Le Vieil-Baugé.
Après la consultation de la population par l'intermédiaire de réunions publiques en novembre et décembre 2011, et la validation de la charte Commune nouvelle du Baugeois, l'ensemble des conseils municipaux vote l'adoption du projet le 8 mars 2012 qui est validé par arrêté préfectoral le 30 mars suivant et mis en place le 1er janvier 2013.
| Nom de la commune   | Population (2010) | Surface (hectares) | Alt. mini (mètres) | Alt. maxi (mètres) |
| ------------------- | ----------------- | ------------------ | ------------------ | ------------------ |
| Baugé               | 3 681             | 855                | 41                 | 102                |
| Montpollin          | 214               | 449                | 56                 | 103                |
| Pontigné            | 257               | 2 417              | 47                 | 92                 |
| Saint-Martin-d'Arcé | 794               | 1 318              | 52                 | 95                 |
| Le Vieil-Baugé      | 1 266             | 2 863              | 27                 | 89                 |
| Ensemble            | 6 212             | 7 902              | 27                 | 103                |

En 2014, un nouveau projet de fusion se dessine, les municipalités de la communauté de communes du canton de Baugé envisageant de se réunir en une seule commune. Le 29 avril 2015, le conseil communautaire se prononce en faveur du projet de commune nouvelle constituée des communes déléguées de Baugé, Montpollin, Pontigné, Saint-Martin-d'Arcé, Le Vieil-Baugé, Clefs, Vaulandry, Bocé, Cuon, Chartrené, Cheviré-le-Rouge, Le Guédeniau, Échemiré, Fougeré, Saint-Quentin-lès-Beaurepaire. Le 18 mai, l'ensemble des conseils municipaux votent en faveur de la création de la commune nouvelle. L'arrêté préfectoral est signé le 10 juillet et porte sur la création au 1er janvier 2016 de la commune nouvelle de « Baugé-en-Anjou », groupant les communes de Baugé-en-Anjou, Bocé, Chartrené, Cheviré-le-Rouge, Clefs-Val d'Anjou, Cuon, Échemiré, Fougeré, Le Guédeniau et Saint-Quentin-lès-Beaurepaire.

## Politique et administration

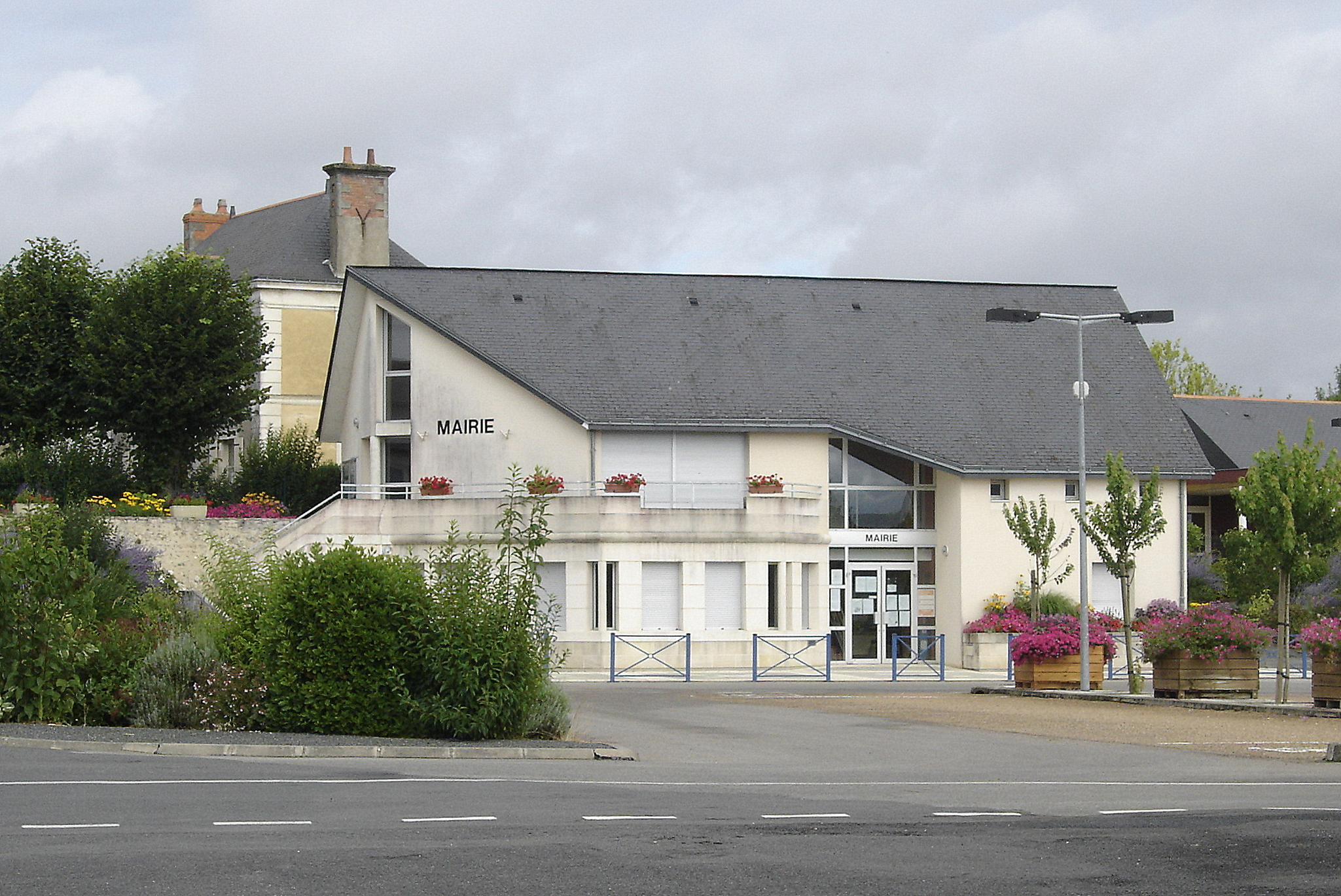
La mairie.

### Administration actuelle
Depuis le 1er janvier 2013, Saint-Martin-d'Arcé constitue une commune déléguée au sein de la commune nouvelle de Baugé-en-Anjou et dispose d'un maire délégué.
| Période                                  | Période  | Identité       | Étiquette | Qualité                             |
| ---------------------------------------- | -------- | -------------- | --------- | ----------------------------------- |
| janvier 2013                             | mai 2020 | Jean Poirier   |           | ancien maire de Saint-Martin-d'Arcé |
| mai 2020                                 | en cours | Sophie Sibille |           |                                     |
| Les données manquantes sont à compléter. |          |                |           |                                     |

### Administration ancienne
La commune est créée à la Révolution. Municipalité en 1790. Au 31 décembre 2012, le conseil municipal est composé de 15 élus.
| Période                                  | Période                   | Identité                     | Étiquette | Qualité                                                                                                  |
| ---------------------------------------- | ------------------------- | ---------------------------- | --------- | --- |
| 1789                                     |                           | Louis Doisneau               |           | Syndic en 1789, maire en 1790-1792                                                                       |
| 1er messidor an VIII (20 juin 1800)      |                           | René-Armand Ridouet de Sancé |           | |
| 10 février 1813                          |                           | Raveneau                     |           | |
| 30 juillet 1813                          |                           | Lemercier-Pommeau            |           | |
| 7 décembre 1815                          |                           | René Bachelier               |           | |
| 8 septembre 1831                         |                           | Mercier                      |           | |
| 1832                                     |                           | René Lesieur                 |           | |
| 1856                                     |                           | Maugars                      |           | |
| 1870                                     |                           | Raveneau                     |           | |
| 1878                                     |                           | Benjamin de Hargues          |           | |
| 1884                                     |                           | Édouard de Hargues           |           | |
| 1888                                     |                           | Benjamin de Hargues          |           | |
| 1894                                     |                           | Michel Pertué                |           | |
| 1900                                     |                           | Louis Landelle               |           | |
| 1911                                     | 1916                      | Auguste Goulet               |           | |
| 1916                                     | 1925                      | François Bourné              |           | |
| 1925                                     | 1929                      | Eugène Lepron                |           | |
| 1929                                     | 1943                      | Guy Desormeaux               |           | |
| 1943                                     | 1957                      | Eugène Delarue               |           | |
| 1957                                     | 1971                      | Gustave Corvaisier           |           | |
| mars 1971                                | mars 1989                 | Gaston Coatanoan             |           | |
| mars 1989                                | décembre 2005 (démission) | Pierre Guibert               | PS        | Enseignant Conseiller général de Baugé (1992 → 2004) Président de la CC du canton de Baugé (1995 → 2001) |
| décembre 2005                            | décembre 2012             | Jean Poirier                 |           | |
| Les données manquantes sont à compléter. |                           |                              |           | |

### Jumelage
La commune ne comporte pas de jumelage.

### Ancienne situation administrative

#### Intercommunalité
Au 31 décembre 2012, la commune de Saint-Martin-d'Arcé est intégrée à la Communauté de communes du canton de Baugé ; structure intercommunale ayant pour objet d'associer des communes au sein d'un espace de solidarité, en vue de l'élaboration d'un projet commun de développement et d'aménagement de l'espace.
Créée en 1994, cette structure intercommunale regroupe jusqu'en décembre 2012 quinze communes du canton, dont Baugé, Montpollin, Pontigné, Saint-Martin-d'Arcé et Le Vieil-Baugé.
La communauté de communes est, à cette date, membre du syndicat mixte Pays des Vallées d'Anjou (SMPVA), structure administrative d'aménagement du territoire regroupant six communautés de communes : Beaufort-en-Anjou, Canton de Baugé, Canton de Noyant, Loir-et-Sarthe, Loire Longué, Portes-de-l'Anjou.

#### Autres administrations
Au 31 décembre 2012, la commune de Saint-Martin-d'Arcé est adhérente du conseil de développement du Pays des Vallées d'Anjou (CDPVA), du syndicat intercommunal d'eau et d'assainissement de l'agglomération Baugeoise, du syndicat mixte intercommunal de valorisation et de recyclage thermique des déchets de l'Est Anjou (SIVERT), du syndicat intercommunal pour l'aménagement du Couasnon (SIAC).
Le SIVERT est, à cette date, le syndicat intercommunal de valorisation et de recyclage thermique des déchets de l'Est Anjou, situé à Lasse.

#### Autres circonscriptions
Au 31 décembre 2012, la commune de Saint-Martin-d'Arcé fait partie du canton de Baugé et de l'arrondissement de Saumur. Le canton de Baugé comprend en décembre 2012 quinze communes. C'est l'un des quarante-et-un cantons que comptait le département ; circonscriptions électorales servant à l'élection des conseillers généraux, membres du conseil général du département.
À cette date, Saint-Martin-d'Arcé est dans la troisième circonscription de Maine-et-Loire, composée de huit cantons dont Longué-Jumelles et Noyant. La troisième circonscription de Maine-et-Loire est l'une des sept circonscriptions législatives que compte le département.

## Population et société

### Évolution démographique
L'évolution du nombre d'habitants est connue à travers les recensements de la population effectués dans la commune depuis 1793. À partir du 1er janvier 2009, les populations légales des communes sont publiées annuellement dans le cadre d'un recensement qui repose désormais sur une collecte d'information annuelle, concernant successivement tous les territoires communaux au cours d'une période de cinq ans. 
Pour les communes de moins de 10 000 habitants, une enquête de recensement portant sur toute la population est réalisée tous les cinq ans, les populations légales des années intermédiaires étant quant à elles estimées par interpolation ou extrapolation. Pour la commune, le premier recensement exhaustif entrant dans le cadre du nouveau dispositif a été réalisé en ,.
En 2010, la commune comptait 794 habitants.
| 1831 | 1836 | 1841 | 1846 | 1851 | 1856 | 1861 | 1866 | 1872 |
| ---- | ---- | ---- | ---- | ---- | ---- | ---- | ---- | ---- |
| 309  | 360  | 333  | 324  | 350  | 331  | 375  | 358  | 366  |

| 1876 | 1881 | 1886 | 1891 | 1896 | 1901 | 1906 | 1911 | 1921 |
| ---- | ---- | ---- | ---- | ---- | ---- | ---- | ---- | ---- |
| 333  | 343  | 311  | 338  | 312  | 297  | 277  | 304  | 278  |

| 1926 | 1931 | 1936 | 1946 | 1954 | 1962 | 1968 | 1975 | 1982 |
| ---- | ---- | ---- | ---- | ---- | ---- | ---- | ---- | ---- |
| 244  | 254  | 237  | 229  | 256  | 218  | 236  | 242  | 435  |

| 1990 | 1999 | 2005 | 2006 | 2010 | - | - | - | - |
| ---- | ---- | ---- | ---- | ---- | - | - | - | - |
| 634  | 650  | 737  | 738  | 794  | - | - | - | - |

### Pyramide des âges
La population de la commune est relativement jeune. Le taux de personnes d'un âge supérieur à 60 ans (13,8 %) est en effet inférieur au taux national (21,8 %) et au taux départemental (21,4 %).
Contrairement aux répartitions nationale et départementale, la population masculine de la commune est supérieure à la population féminine (50,1 % contre 48,7 % au niveau national et 48,9 % au niveau départemental).
La répartition de la population de la commune par tranches d'âge est, en 2008, la suivante :
- 50,1 % d'hommes (0 à 14 ans = 27,9 %, 15 à 29 ans = 10,6 %, 30 à 44 ans = 23,6 %, 45 à 59 ans = 23,6 %, plus de 60 ans = 14,4 %) ;
- 49,9 % de femmes (0 à 14 ans = 27,4 %, 15 à 29 ans = 11,1 %, 30 à 44 ans = 26,6 %, 45 à 59 ans = 21,5 %, plus de 60 ans = 13,4 %).

| Hommes | Classe d’âge | Femmes |
| ------ | ------------ | ------ |
| 0,0    | 90 ans ou +  | 0,3    |
| 4,1    | 75 à 89 ans  | 2,2    |
| 10,3   | 60 à 74 ans  | 10,9   |
| 23,6   | 45 à 59 ans  | 21,5   |
| 23,6   | 30 à 44 ans  | 26,6   |
| 10,6   | 15 à 29 ans  | 11,1   |
| 27,9   | 0 à 14 ans   | 27,4   |

| Hommes | Classe d’âge | Femmes |
| ------ | ------------ | ------ |
| 0,4    | 90 ans ou +  | 1,1    |
| 6,3    | 75 à 89 ans  | 9,5    |
| 12,1   | 60 à 74 ans  | 13,1   |
| 20,0   | 45 à 59 ans  | 19,4   |
| 20,3   | 30 à 44 ans  | 19,3   |
| 20,2   | 15 à 29 ans  | 18,9   |
| 20,7   | 0 à 14 ans   | 18,7   |

### Vie locale
Services publics présents sur la commune : mairie, école maternelle et élémentaire. D'autres services publics se trouvent à Baugé, dont le collège et le centre de secours.
L'hôpital intercommunal du Baugeois et de la Vallée, ainsi que les maisons de retraite, se situent à Baugé.
La collecte des déchets ménagers (tri sélectif) est organisée par la Communauté de Communes du Canton de Baugé. La déchèterie intercommunale se situe sur la commune de Saint-Martin-d'Arcé.
Très répandu dans le Baugeois, un cercle de Boule de fort est présent sur la commune.

## Économie
Sur 38 établissements présents sur la commune à fin 2010, 29 % relèvent du secteur de l'agriculture (pour une moyenne de 17 % sur le département), 3 % du secteur de l'industrie, 26 % du secteur de la construction, 34 % de celui du commerce et des services et 8 % du secteur de l'administration et de la santé.
À fin 2009, 87 établissements sont présents sur la commune, dont 31 % relèvent du secteur de l'agriculture.
Liste des AOC sur le territoire :
- IGP Bœuf du Maine, IGP Porc de la Sarthe, IGP Volailles de Loué, IGP Volailles du Maine, IGP Œufs de Loué,
- IGP Cidre de Bretagne ou Cidre breton,
- IGP Maine-et-Loire blanc, IGP Maine-et-Loire rosé, IGP Maine-et-Loire rouge.

## Culture et patrimoine

### Lieux et monuments
La commune de Saint-Martin-d'Arcé comporte plusieurs inscriptions à l'inventaire du patrimoine, dont un monument historique.
- Château de Sancé, des XVIe XVIIe et XVIIIe siècles, Monument historique classé le 14 janvier 1964 pour le vestibule, le grand salon, l'office et l'escalier, et Monument historique inscrit le 14 janvier 1964 pour les façades et toitures du bâtiment d'habitation (PA00109275).
- Église Paroissiale Saint-Martin, des XIIe et XIXe siècles, Inventaire général.
- Plusieurs fermes et maisons, des XVIIe, XVIIIe et XIXe siècles, Inventaire général.
- Manoir le Grand-Chemant, des XVIe et XIXe siècles, Inventaire général.
- Manoir la Grand Maison, des XVIe et XIXe siècles, Inventaire général.
- Manoir la Chalopinière, des XVe, XVIIe et XIXe siècles, Inventaire général.
- Plusieurs moulins, des XVIIe et XIXe siècles, Inventaire général.
- Site mégalithique Pierre Frite.